# Girasole

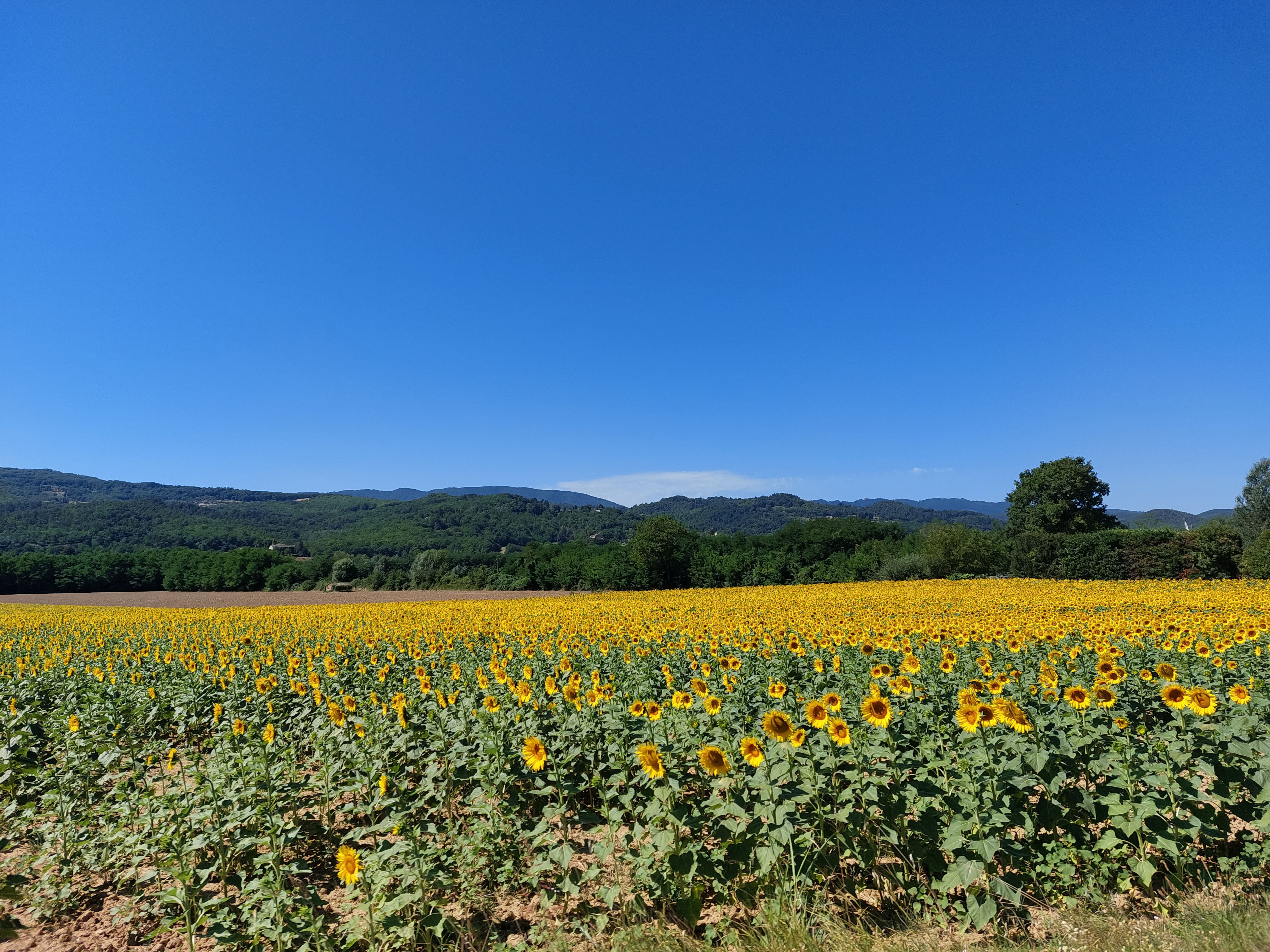
Girasole

Girasole là một đô thị tại tỉnh Ogliastra trong vùng Sardinia, có vị trí khoảng 90 km về phía đông bắc của Cagliari và khoảng 2 km về phía đông bắc của Tortolì. Tại thời điểm ngày 31 tháng 12 năm 2004, đô thị này có dân số 1.020 người và diện tích là 13.0 km².
Girasole giáp các đô thị: Lotzorai, Tortolì, Villagrande Strisaili.